# Jeremy Richardson
Jeremy Terrell Richardson (* 11. Februar 1983 oder 1984 in Allentown, Pennsylvania) ist ein ehemaliger US-amerikanischer Basketballspieler.

## Spielerkarriere
In der NBA Development League Draft 2006 wurde Jeremy Richardson von den Fort Worth Flyers ausgewählt. Für dieses Team spielte er, bis er am 27. Januar 2007 einen Zehntagesvertrag bei den Atlanta Hawks erhielt. Nachdem der zweite Zehntagesvertrag ausgelaufen war, wurde Richardson von den Hawks entlassen. Im März 2007 bekam er einen Zehntagesvertrag bei den Portland Trail Blazers. Als auch der auslief, wechselte er in die NBA D-League zurück.
In der NBA Preseason 2007/08 spielte er für die Miami Heat, wurde jedoch kurz vor Beginn der regulären Saison entlassen. Daraufhin ging er in die D-League zu den Fort Wayne Mad Ants, die ihn in der NBA D-League Expansion Draft auswählten. Am 3. Dezember wurde er zum NBA D-League Performer of the Week gewählt, nachdem er 35 Punkte, 6,5 Rebounds und 4,0 Assists in zwei Spielen für die Mad Ants erzielen konnte.
Am 20. Dezember 2007 unterschrieb er einen Vertrag bei den Memphis Grizzlies, die ihn allerdings am 7. Januar 2008 wieder hinauswarfen. Drei Tage später am 10. Januar 2008 erhielt Jeremy Richardson den ersten von zwei Zehntagesverträgen bei den San Antonio Spurs. Nachdem auch der zweite Zehntagesvertrag auslief und um Platz im Kader für Damon Stoudamire zu schaffen, wurde Richardson von den Spurs entlassen. Daraufhin ging er am 2. Februar wieder in die D-League zu den Fort Wayne Mad Ants. Er nahm am 16. Februar am D-League All-Star Game im Rahmen des NBA All-Star Weekends teil, erzielte 22 Punkte, führte sein Team zum 117:99-Sieg und wurde zum MVP des Spieles gewählt. Schon zwei Tage später bekam er einen Zehntagesvertrag bei den Atlanta Hawks. Nach Ablauf eines zweiten Zehntagesvertrages wurde Richardson am 10. März mit einer Festanstellung bei den Hawks bis zum Ende der Saison ausgestattet.
Am 25. September 2008 bekam Richardson als Free Agent einen Vertrag bei den Orlando Magic. Nachdem er am 6. Dezember von den Magic entlassen wurde, bekam Richardson sechs Tage später wieder einen Vertrag bei der Mannschaft aus Orlando.